# Ischnomesus fragilis
Ischnomesus fragilis är en kräftdjursart som beskrevs av Yakov Avadievich Birstein 1971. Ischnomesus fragilis ingår i släktet Ischnomesus och familjen Ischnomesidae. Inga underarter finns listade i Catalogue of Life.